# Cursinu
Cursinu är en hundras från Korsika i Frankrike. Den är en mångsidig pariahund som använts både som vallhund och jakthund. Rasen finns omnämnd sedan 1600-talet. Rasklubben bildades 1989. Sedan 2003 är rasen nationellt erkänd av den franska kennelklubben Société centrale canine (SCC).